# Kapellenberg (Kleinjena)

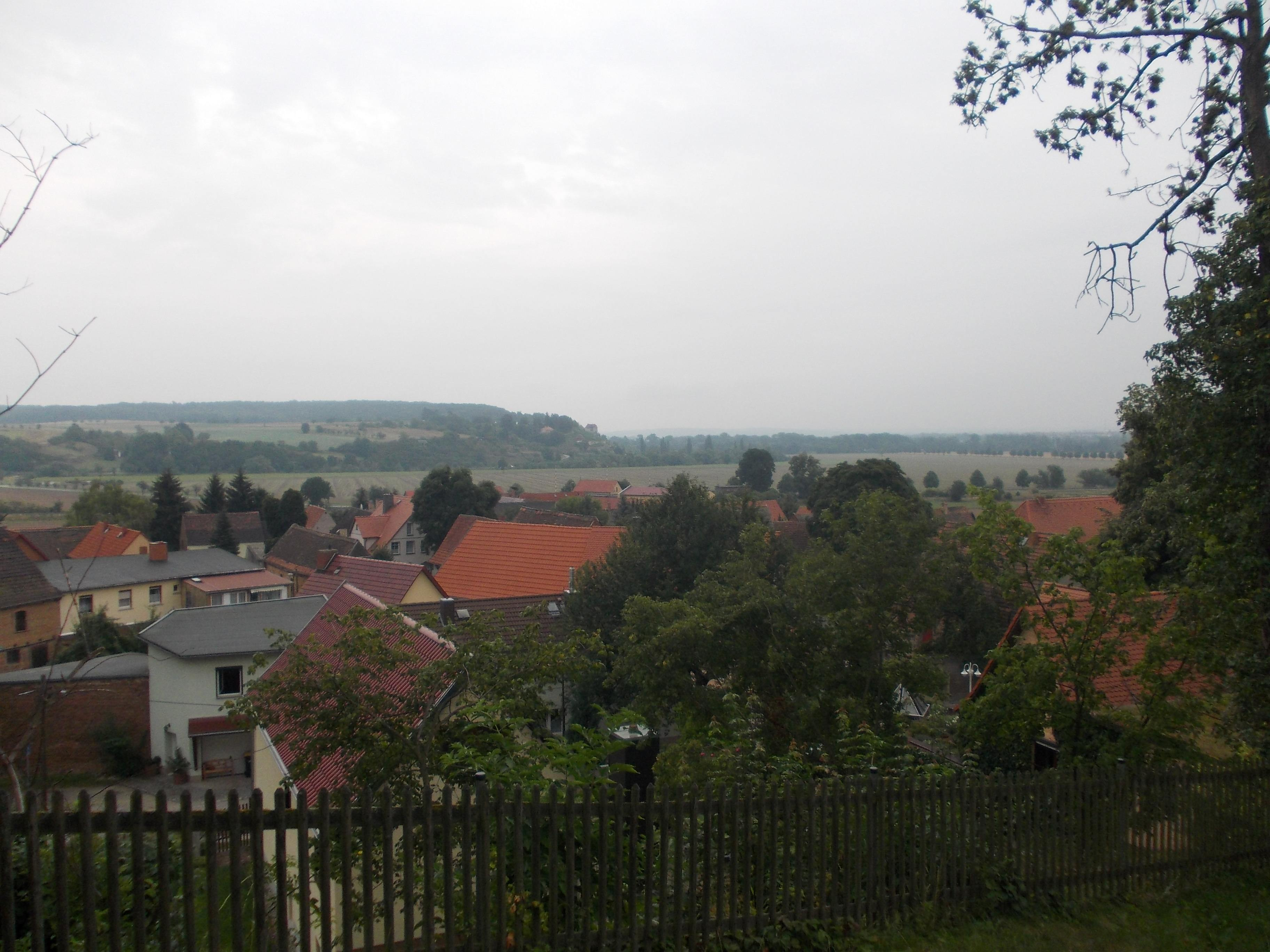
Aussicht vom Kirchberg

Der Kapellenberg bei Kleinjena ist eine Anhöhe südlich des Naumburger Ortsteils Kleinjena am westlichen Ufer der Unstrut kurz vor ihrer Mündung in die Saale. An der Wende vom ersten zum zweiten Jahrtausend existierte hier eine wichtige Burg der Ekkehardiner, die urbs Gene oder Geniun genannt wurde. Noch vor dem Jahr 1028 wurde sie nach Naumburg verlegt.

## Geschichte

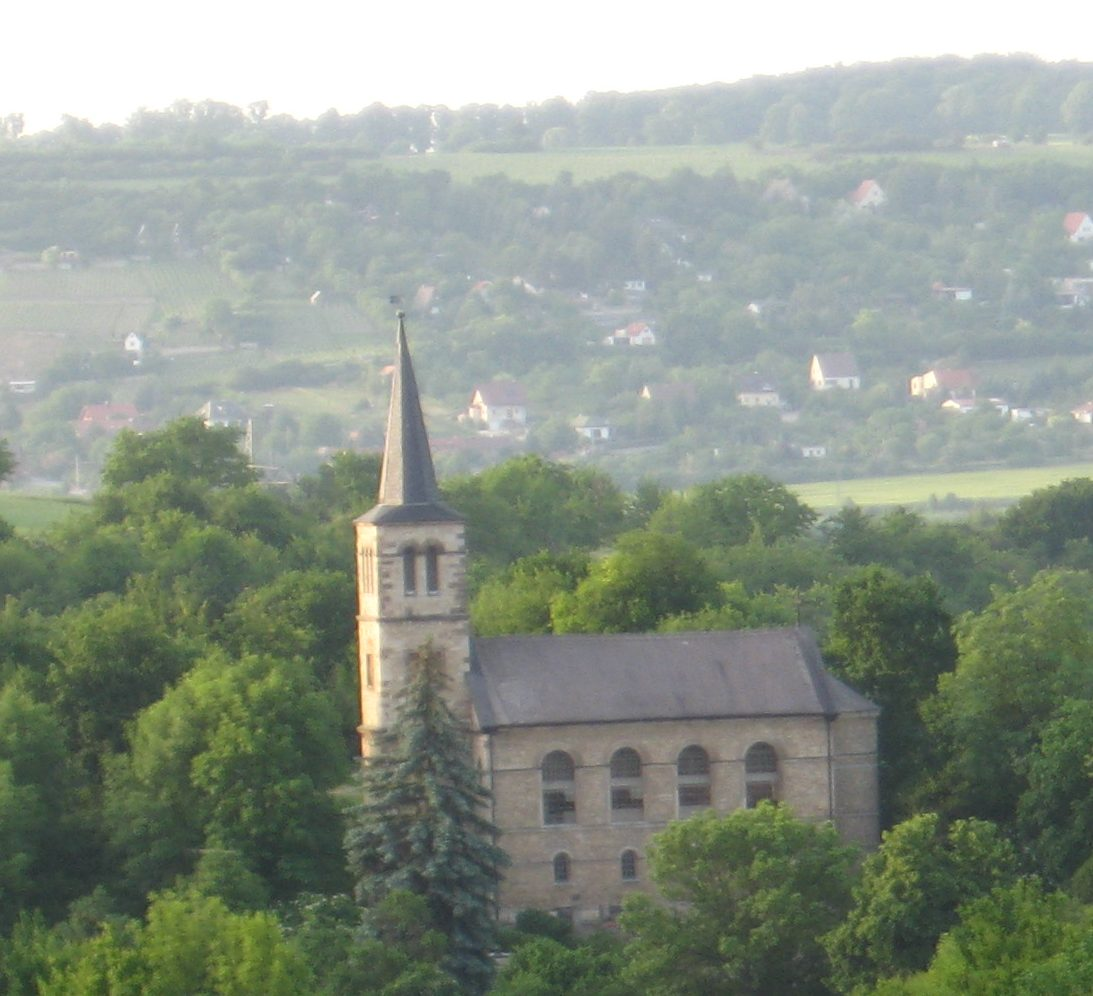
Kirche

Auf dem Kapellenberg lag mit großer Wahrscheinlichkeit der Stammsitz, zumindest aber eine wichtige Burg der Ekkehardiner, deren erster bekannter Vertreter, Graf Ekkehard, in einer Urkunde Ottos I. 949 erscheint. Der Annalista Saxo berichtet in seiner um 1150 entstandenen Reichschronik, dass sich Markgraf Ekkehard I. im Jahr 1002 „in seiner Burg namens Gene im Bistum Mainz an der Stelle, wo Saale und Unstrut zusammenfließen, begraben ließ“.
Wohl bald nach der Jahrtausendwende, sicher aber vor 1028, wurde die Burg in Kleinjena mitsamt dem Hauskloster und einer Kaufleuteansiedlung unterhalb der Burg aufgegeben, eine neue Burg auf dem Domberg von Naumburg gegründet und 1028 der Bischofssitz aus Zeitz hierher verlegt. Damit wurde die Anlage in Kleinjena weitgehend bedeutungslos und ging zu einer nicht genauer bekannten Zeit, wohl aber bereits noch im 12. Jahrhundert, ein.

## Archäologie
Auf dem seit den 1980er Jahren mit Einfamilienhäusern bebauten Gelände sind Abschnittswälle, aber keine oberirdischen Spuren der Burgbauten erhalten. Archäologische Sondierungs- und Rettungsgrabungen des Landesmuseums für Vorgeschichte in Halle in den 1960er und 80er Jahren erbrachten eine Holz-Erde-Konstruktion mit steinerner Blendmauer, Keramik des 9./10. bis 11. Jahrhunderts und am Nordende des Sporns Steinbauten. Den Ausgräbern zufolge „handelt [es] sich u. a. um Fundamentmauern und Steinplatten sowie Estrich (wohl Fußbodenbelag), die zur Burgkapelle oder zum Palas gehören dürften.“